# Banco de la Reserva Federal de San Francisco

Distritos de la Reserva Federal, de los cuales el 12.º es el más grande y más poblado.

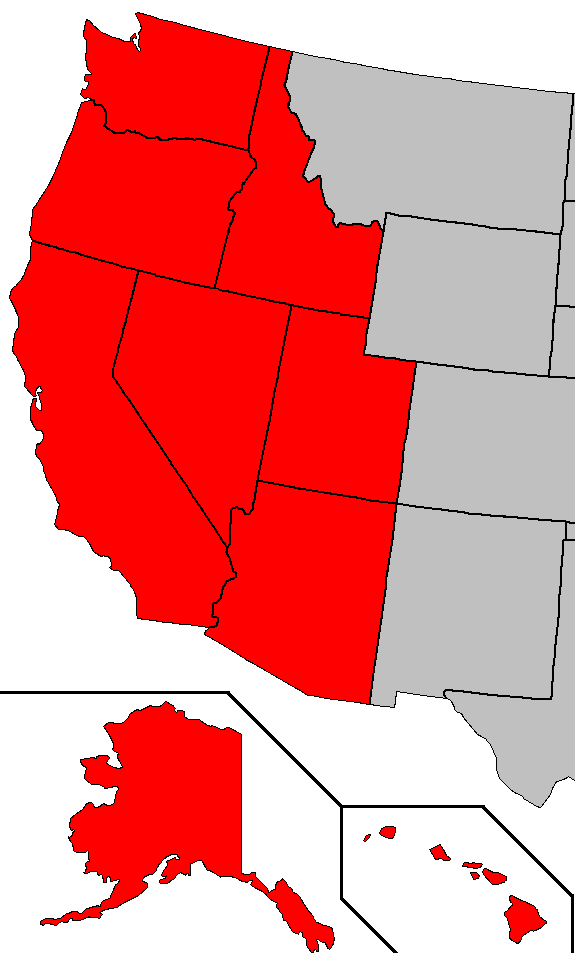
Mapa del Distrito XII

El Banco de la Reserva Federal de San Francisco (en inglés The Federal Reserve Bank of San Francisco) es el banco federal para el duodécimo distrito de los Estados Unidos. El duodécimo distrito está compuesto de nueve estados del oeste—Alaska, Arizona, California, Hawái, Idaho, Nevada, Oregón, Utah, y Washington— además de la Samoa Americana, y la Comunidad de las Islas Marianas del Norte. El Banco de la Reserva Federal de San Francisco tiene oficinas en Los Ángeles, Portland, Salt Lake City, y Seattle. También tiene un centro de procesamiento de efectivo en Phoenix.
El duodécimo distrito, el más grande del país, abarca cerca de 1,3 millones de millas cuadradas (36% de la nación) y es la más poblada, que abarca 60 millones de personas.  En el 2004 la Reserva Federal procesó 20,8 billones en divisas y 1.5 billones en cheques comerciales. Su actual presidente, desde el 2018, es Mary Colleen Daly.  
El Banco de la Reserva Federal en San Francisco tiene una de las colecciones más grandes en los EE. UU. de papel moneda de los Estados Unidos, que se muestra en la Exposición de divisas de América.

## Historia

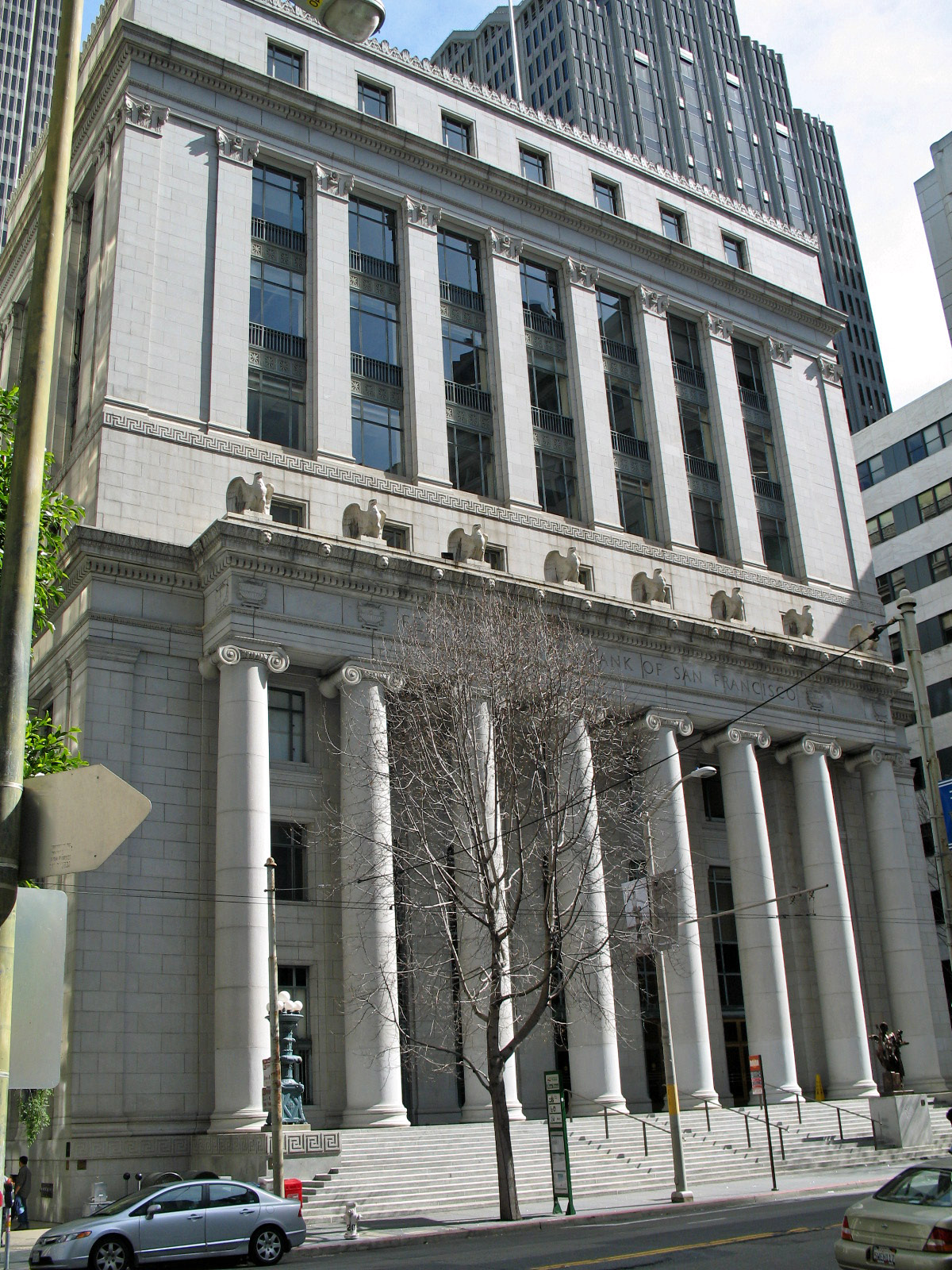
Fachada de las antiguas oficinas en el número 400 de la Sansome Street.

El Banco de la Reserva Federal de San Francisco empezó en el negocio en espacios rentados en la parte trasera del Merchants National Bank el 16 de noviembre de 1914, a fin de realizar las disposiciones de la Ley de la Reserva Federal. En 1924, el personal se trasladó de forma temporal a otras locaciones, para después pasar al número 400 de Sansome Street, un lugar que ocuparía por los próximos 60 años. 
El edificio diseñado por George W. Kelha, tiene una columna jónica al más puro estilo de las bellas artes, mientras que la parte superior del edificio está en la zona moderna de 1924. El lobby tiene murales de Jules Guerin quien creó la paleta para la Exposición Universal de San Francisco de 1915. En 1983 el banco fue reubicado en unas instalaciones mucho más grandes y modernas en el número 101 de la Market Street mientras que el inmueble del 400 Sansome Street fue vendido a promotores privados quienes rentaron el espacio. El bufete de abogados Orrick Herrington & Sutcliffe tuvo su sede en el edificio hasta el 2002, cuando la empresa se mudó del edificio. El edificio sigue siendo propiedad de promotores privados y en la actualidad no tiene inquilinos.